# Franz Barth (Politiker, 1802)
Franz Barth (* 28. Januar 1802 in Innsbruck; † 4. Dezember 1877 ebenda) war ein deutscher Jurist, Politiker und Mitglied der Frankfurter Nationalversammlung.

## Leben
Franz Barth war der Sohn des Innsbrucker Gastwirtes Georg Barth und seiner Frau Maria, geborene Bodner. Er studierte die Rechtswissenschaften in Innsbruck und Wien.
Von 1827 bis 1828 war er Konzeptskandidat im Innsbrucker Gubernium, danach war er bis 1837 Konzeptspraktikant in Innsbruck, Schwaz und Trient. Anschließend war er bis 1842 beim Kreisamt in Rovereto. Es folgten bis 1849 Stationen als Kreiskommissär in Rovereto, Innsbruck, Schwaz und Bregenz.
Vom 4. April 1849 bis zum 18. April 1849 war er Abgeordneter für den Wahlkreis Tirol und Vorarlberg (2. Unterinntal, Schwaz) im Frankfurter Paulskirchenparlament. Er folgte im Mandat Andreas von Gredler und blieb fraktionslos.
Von 1849 bis 1854 war er Bezirkshauptmann 1. Klasse und Präsident der Grundentlastungskommission in Innsbruck. Danach war er bis 1862 als Kreishauptmann und bis 1868 als wirklicher Statthaltereirat tätig. So war er 1867 politischer Leiter der Kommission zur Rheinkorrektion. 1868 wurde er Präsident des landwirtschaftlichen Zentralausschusses der Landwirtschaftsgesellschaft für Tirol und Vorarlberg.
1868 ging Barth in den Ruhestand, 1875 wurde er zum Hofrat ernannt.